# Розробка коштовних металів у середньовічній Європі

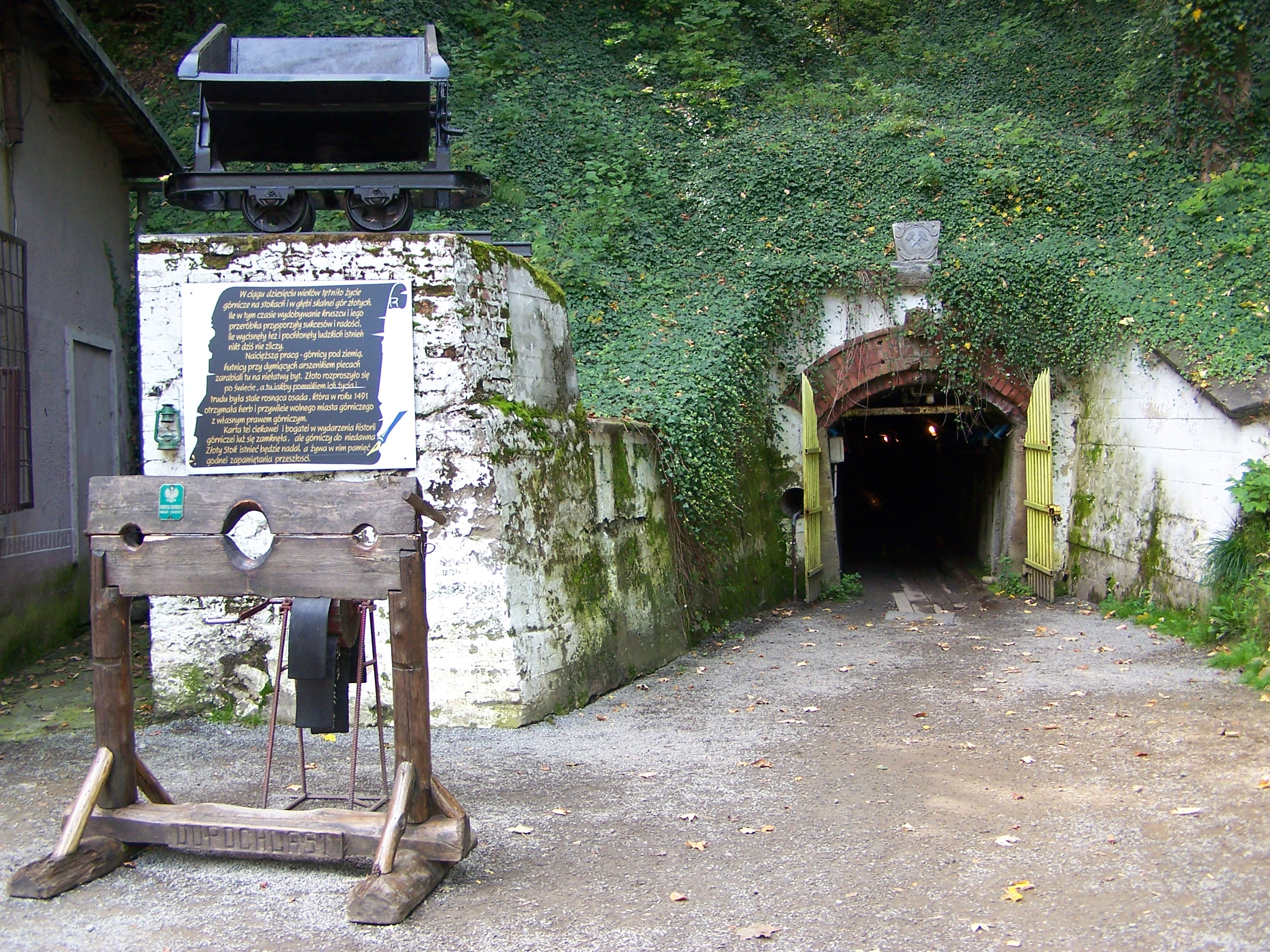
Гірничий музей золотодобувної копальні в Злоти Сток. Польща

Помітний розвиток гірництва у середньовічній Європі розпочався на початку ІІ тисячоліття нашої ери і був пов'язаний з політичною та теократичною централізацією влади, розвитком економічної й фінансової систем, пожвавленням міжнародних торговельних відносин, і, як наслідок, зростанням потреби в «грошових металах». Однією з важливих спонук до освоєння родовищ поліметалів був пошук фінансових ресурсів для організації Хрестових походів і захисту Святої Землі, а також широке застосування срібла для виготовлення церковного начиння (у Європі срібло дістало назву — «метал церков»). У зведеній таблиці показані основні центри середньовічного видобутку кольорових металів у Центрально-Східній Європі.

## Основні центри середньовічного гірництва Центрально-Східної Європи
Основні центри середньовічного гірництва Центрально-Східної Європи (за Т. Мікосєм)
| Позначення центру | Країна     | Назва центру                      | Найважливіші гірничі міста                                                   | Метали, що розроблялися       |
| ----------------- | ---------- | --------------------------------- | ---------------------------------------------------------------------------- | ----------------------------- |
| 1                 | 2          | 3                                 | 4                                                                            | 5                             |
| A                 | Німеччина  | Нижній Гарц                       | Госпар, Раммельсберг                                                         | Срібло, мідь, свинець         |
| B                 | Німеччина  | Верхній Гарц                      | Клаусталь, Лауенталь, Целлерфельд                                            | Срібло, свинець               |
| C                 | Німеччина  | Манфельд                          | Манфельд, Айслебен, Фрідеберг                                                | Мідь                          |
| D                 | Німеччина  | Тюрингія                          | Камсдорф, Альтенштайн, Купферберг                                            | Мідь                          |
| E                 | Німеччина  | Верхня Саксонія                   | Фрайберг, Аннаберга, Марінберг, Шнеєберг                                     | Срібло                        |
| F                 | Німеччина  | Вогьланд                          | Гайльсдорф, Доцкельберг                                                      | Мідь, олово                   |
| G                 | Австрія    | Тіроль, Зальцкамергут, Каринтія   | Кітцбюхель, Галл, Швац, Міттельберг, Філлах                                  | Мідь, свинець                 |
| H                 | Чехія      | Рудні Гори                        | Митіна, Яхимів, Мідінець, Шпаня, Долина, Рудна                               | Золото, срібло, свинець, мідь |
| I                 | Чехія      | Срібні Гори                       | Страконіце, Гартманіце                                                       | Срібло, золото                |
| J                 | Чехія      | Район Пршибрама                   | Пршибрам, Богутін, Міровіце                                                  | Золото, срібло                |
| K                 | Чехія      | Район Їлове                       | Красна Гора, Їлове                                                           | Золото                        |
| L                 | Чехія      | Район Табору                      | Ратіборжскі Гори, Кочін, Камберк                                             | Срібло, Золото                |
| M                 | Чехія      | Район Кутної Гори                 | Кутна Гора, Вілемів                                                          | Срібло                        |
| N                 | Чехія      | Район Їглави                      | Їглава, Викскутна, Опатів                                                    | Срібло, золото                |
| O                 | Чехія      | Злати Гори                        | Єсенік, Яворнік, Стара Рудна, Чарна Вода                                     | Золото                        |
| P                 | Словаччина | Нижньословацький округ            | Банська Штявниця, Банська Бистриця, Нова Баня, Кремниця, Боца Глубока        | Срібло, золото                |
| R                 | Словаччина | Верхньословацький округ           | Гельниця, Смольник, Мнішек                                                   | Мідь                          |
| S                 | Румунія    | Семиграддя                        | Байя-Маре, Байя-Спріе, Рошія, Монтане, Бакарамб, Брад, Байя-де-Аріес, Златна | Золото, срібло                |
| T                 | Польща     | Краківсько-Верхньосілезький округ | Битом, Тарновські, Гури, Олькуш, Славкув                                     | Срібло, Свинець               |
| U                 | Польща     | Нижня Сілезія                     | Злотий Сток, Злотория, Сребна Гура, Нова Руда, Медзянка                      | Золото, Срібло, Мідь          |
| W                 | Польща     | Свєнтокшиський округ              | Медзяна Гура, Кельци, Явожня                                                 | Мідь, Срібло, Свинець         |
| Z                 | Польща     | Таржансько-пенінський округ       | Новий тарг, Санок, Навойов                                                   | Поліметали                    |

## Особливості розробки коштовних металів у середньовічній Європі
На відміну від гірництва античності й середньовічного Сходу, де широко застосовувалась праця рабів і невільників, у християнській Європі початок масштабних гірничих робіт був пов'язаний з особливими організаційними формами, подібними до храмового служіння гірників-металургів давніх цивілізацій. Винятковим явищем в історії культури і техніки залишається особлива роль «білих ченців» (католицький орден цистерціанців), які в XII—XIII ст. заклали підвалини промислового освоєння головних рудних родовищ Центральної Європи, створили базу гірничо-металургійних знань і культурних традицій гірників.
Організованій діяльності цистерціанців передували несистематичні, локальні розробки, про які збереглося обмаль інформації. Найдавніші свідчення гірничої діяльності належать до середини VIII ст. Літописці повідомляють, що 760 р. величезна кількість простих людей переселилася на південь від Праги, щоб промивати там річковий золотий пісок, причому нашестя було таким велелюдним, що наступного року в країні настав голод, оскільки сільське господарство залишилось без робочих рук. З того ж VIII ст. стали відомі розробки західними слов'янами жильного золота в районі Пршибрама (Чехія). У «Хроніці Чеській» В. Хайєка наведені найдавніші чеські легенди, що оповідають про становлення перших княжих родів і одночасну розробку благородних металів поблизу Пршибрама. Його рудна площа обмежувалась горою Біркенберг, на узвишші якої розташовувалось містечко гірників. Більшість жил мало «залізну шляпу» глибиною близько 60 м (подеколи — до 120 м), яка й була основним об'єктом середньовічних розробок.
Відомо, що окремі гірничі розробки вели на території сучасної Франції та Німеччини (родовища Гарца) за царювання Карла Великого (VIII—IX ст.), що дозволило карбувати срібну монету із зображенням імператора. У той самий час в Англії король Оффа також розпочав карбування пенсу, срібло для якого видобували на родовищах Корнуелу. На молитовнику короля Франків Карла II (IX ст.), інкрустованому композицією зі слонової кістки, був зображений процес підземної розробки руд. 868 р. чернець Отфрід згадує у своїх записах видобуток франками «руд міді, заліза й срібла», а також знахідки золота серед узбережних пісків Рейну. Під час правління імператора Священної римської імперії Оттона I (друга половина X ст.) були відкриті поклади срібла в Саксонії, а також — нові родовища поліметалів в горах Гарца. Подальша розвідка та експлуатація цих родовищ, а також знахідка багатьох інших рудних багатств Середньої Європи були пов'язані з гірничо-металургійною діяльністю «білих ченців».
Назва «цистерціанці» походить від першої обителі ордену — монастиря Цистерціум, заснованого 1098 р. на місці поселення Сіто в Бургундії. Більш поширена назва «білі ченці» пояснюється білим (світло-сірим) чернечим одягом служителів ордену, який на довгий час став першим загальноприйнятим одностроєм (форменим одягом) гірників. Цистерціанці створили принципово новий тип організації християнських ченців — орден (1118 р.), метою якого стала внутрішня економічна колонізація Центральної та Східної Європи .
Монастирі ордену росли, як гриби після дощу: у середині XII ст. їх було вже 350, а наприкінці віку — більше 700. Цьому значною мірою сприяв авторитет проповідника і містика Бернарда Клервоського, який був натхненником Другого хрестового походу (на його честь цистерціанців називають ще бернардинами). В аскетичному житті й фізичній праці «білі ченці» вбачали шлях до приборкання «духу спокуси» та гарантію незалежності монастиря від світу. На відміну від інших чернечих монастирів, цистерціанцям не дозволялося жити з чужої праці, мати залежних селян і васалів. Багато часу «білі ченці» присвячували господарській діяльності, опановуючи одвічні ліси й пустища, розвиваючи будівельну справу, гірництво й металургію. Монастирі цистерціанців ставали осередками економічного розвою навколишніх незайманих територій. Завдяки масовому чернечому служінню, фізична праця, яку в часи пізньої античності вважали справою негідною, втратила недобру славу й стала суспільним моральним обов'язком.
На гірничих роботах цистерціанці працювали групами, куди входили ченці, конверси та представники громад (здебільшого сільських), з яких пізніше сформувалися професійні артілі гірників. Абати й старші ченці керували планомірною розвідкою придатних для розробки родовищ, організовували видобуток руд, зберігали й вдосконалювали гірничо-металургійні знання та технічні навички. Опорними пунктами гірничої діяльності були адміністративні центри нових монастирів, котрі просувались далі на схід — у Саксонію, Богемію, Моравію та Сілезію. Високий рівень рудознавства та надзвичайні успіхи «білих ченців» у справі розвідки й освоєння родовищ поліметалів пов'язують як з ефективною організаційною структурою ордена, так і з доступом до знань давнього світу та ісламського Сходу. Бібліотеки цистерціанців були найбагатшими зібраннями давніх рукописів з усієї ойкумени, а хрестові походи на Близький Схід та реконкіста в Іспанії, де християнський світ зустрічався з мусульманським, доповнювали давні знання досягненнями ісламського Сходу. «Білі ченці» вважали опанування та поширення гірничої справи Божим дорученням і сенсом свого життя.
Одним із перших великих центрів розробки кольорових металів на території Європи, де цистерціанці розгорнули видобувну діяльність, став гірський масив Гарца (Центральна Німеччина), оточений низкою багатих рудних родовищ. Нижній (південно-східний) Гарц зосереджував потужні Мансфельдські родовища міді; Верхній (північно-західний) Гарц — поліметалічні родовища, багаті на срібло (Клаустальське плоскогір'я, Раммельсберг) та золото (район Лаутенталя-Вільдемана).
Найбільше рудників було зосереджено в околицях гори Раммельсберг. Відкриття родовища датують ще 962 р., але потужний центр видобутку срібла формувався тут, починаючи з XIII ст. Історію відкриття рамельсбергського срібла М. Ломоносов зобразив як щось випадкове: «…пригодою було знайдене багате Раммельсберзьке гірниче місце під час полювання німецького імператора Оттона I. Цей государ, перебуваючи у Гарцських горах, розважався здебільшого полюванням і послав колись свого мисливця на ім'я Раммель у місцевий ліс для ловитви дикого звіра, за яким той гнався до великої гори, де тепер рудники закладені великою кількістю. Оскільки він не міг за дичиною вгору на коні діставатись, то й прив'язав коня до дерева, а за звіром пішки погнався. А коли до свого коня назад повернувся, то побачив, що кінь, свого хазяїна ждучи, землю копитом розрив і вибив із неї якісь важкі світлі камені. Узявши ці камені, Раммель привіз їх і показав самому імператорові, який через пробування пересвідчився, що вони метал у собі містять, тому повелів заснувати промисли на цьому місці. Та гора й нині ім'ям згаданого єгеря Раммельсберг зветься».
На початку XIII ст. цистерціанцями був заснований монастир у Госларі, що став пайовиком раммельсбергських рудників. «Білі ченці» відкрили велику кількість потужних рудних покладів, навчали вірних людей мистецтва розвідки, видобутку та плавлення руд, ставали вихователями місцевих гірників. Раммельсбергське родовище єдине у всьому Гарці срібне родовище, що не пов'язане з жильною формою покладів. Основна маса срібла містилася в мідному та залізному колчедані. Про масштаби покладів свідчить тисячолітня, майже безперервна розробка тут срібла (експлуатація завершилась 1988 р.). Приклади гірничих робіт різного часу збережені в унікальній шахті-музеї, яка увійшла до списку Всесвітньої культурної спадщини ЮНЕСКО. Підземна траса рудника включає велику кількість старих гірничих виробок (найдавніша штольня датована 1150 р.) і оригінальних гірничих машин.
У Центральній Німеччині (західніше Гарца) існував ще один потужний центр видобутку срібла, який розташовувався на землях Гессену (родовище Франкенберг). Його геологічною особливістю був осадовий характер руд, коли срібло переносилось у розчинах на значні відстані від місць утворення своїх первинних сполук і осаджувалось на органічних речовинах (здебільшого деревині). Михайло Ломоносов згадував: «У Німеччині уславлений перед іншими у Гессенському ландграфстві Франкенберг, який мідь і срібло в собі містить. Там випало мені не без здивування бачити не тільки дерево, але й цілі снопи, що скам'яніли й мають у собі мідну та срібну руду, так що в деяких колоссях зерна чистим сріблом обросли». Видобуток срібла в Гессені розпочали в XII ст., а сторіччям пізніше тут карбували срібні двосторонні пфеніги. Розробка родовища тривала (з кількома перервами) до XIX ст., причому 1776 р. було винайдено ще один багатий поклад із самородним сріблом.
Майже одночасно з родовищами Гарца й Гессена поліметалічні руди були знайдені в Рудних Горах, що лежать на пограниччі Саксонії та Богемії (сучасної Східної Німеччини та Північно-Західної Чехії). Початок масштабного розвитку гірництва в Рудних Горах відносять до XII ст. і зауважують близьке в часі опанування як їх західної (саксонської) частини, так і східної (чеської).
Знаючи про досягнення «білих ченців» у царині видобутку корисних копалин, місцевий феодальний володар маркграф Отто Майсенський виступив фундатором заснування монастиря цистерціанців Альтцелле (1162 р.) і передав їм прилеглі території, на яких розташовувались первісні, незаймані «чорні ліси» . 1180 р. цистерціанці відкрили тут великі родовища поліметалів, що спричинило прибуття багатьох досвідчених у гірництві ченців (значною мірою з монастиря Валькенрид) та рудокопів без чернечого чину. 1188 р. поселення гірників дістало статус міста «на вільній горі» («auf dem freien Berg»), назва якого скоротилась у Фрайберг (Freiberg). Місто на довгі роки стало важливим центром видобутку кольорових металів, осередком примноження гірничих знань і традицій.
Цікавою історичною подробицею є факт вилучення у цистерціанців (після відкриття багатого срібла) маркграфом Отто Майсенським колись подарованих рудних земель. Спроби самостійного видобутку руд і витоплення срібла силами підданих маркграфа призвели до повної невдачі. Маркграф з «щирим каяттям» знов звернувся до чернечого ордену з проханням взяти на себе володіння рудниками, одночасно оголосивши свободу гірничих розвідок і промислу для всіх охочих. Цей, майже курйозний випадок, розкриває причини особливого становища гірництва у феодальному світі, що було зумовлене неспроможністю ведення гірничо-металургійних робіт будь-ким, за межами вузького кола знавців руд і металів. Спроби самостійного оволодіння різноманітними гірничими знаннями за умов специфічного інформаційного простору того часу не мали успіху. Саме тому монастирі цистерціанців, а в подальшому професійні гірничі об'єднання мали винятковий статус, який надавав їм особливі можливості та права.
Збереглися документи, які підтверджують, що «білі ченці» працювали в рудниках Фрайбергу до XIV ст., а численні легенди та перекази про вмілих ченців-гірників живуть у Саксонії до сьогодні. Проголошені свободи гірничого промислу сприяли утворенню багатьох гірничих артілей, які спершу були підпорядковані цистерціанцям, а з часом стали самостійними товариствами. Монастир Альтцелле стояв біля витоків перших гірничих шкіл, які існували протягом сторіч і переросли у славетний університет — Фрайберзьку гірничу академію (у статусі Школи — з 1702 р., у статусі Академії — з 1765 р.). Значна частина золота німецьких рудників, які розроблялись ченцями, також йшла на церковні потреби: раки святих, оклади євангелій, дароносиці, єпископські посохи тощо.
Важливим центром на саксонському «шляху срібла» було місто гірників Шнеєберг. Значної слави він зажив завдяки знахідці тут 1477 р. найбільшого самородка срібла вагою у 20 тонн. Через дивовижно великі розміри і вагу самородка, цілим його не вдалося транспортувати гірничими виробками. За свідченнями, на місці виявлення самородка гірники спорудили підземну камеру, а брилі срібла надали форму стола. Саксонський герцог Альбрехт разом зі своїм почтом спустилися в шахту й відсвяткували за срібним столом щасливу знахідку гірників Шнеєбергу.
Не менший скарб подарували Саксонії гірники Аннаберга. На їх пожертвування був виготовлений і розписаний художником Г. Гессе вівтар у міському соборі Св. Анни, який став справжньою «візитною карткою» середньовічного німецького гірництва, шедевром художньо-релігійного мистецтва. Фрагменти цього твору розкривають особливості гірничо-металургійних технологій XVI ст., передаючи автентичний вигляд рудень і атмосферу тогочасних гірничих робіт.
Поруч з Саксонією величезні багатства східної частини Рудних Гір були виявлені в Богемії й Моравії. Відкриття тут потужних родовищ срібла історичні джерела також пов'язують з діяльністю «білих монахів». У 1142 р. на прохання чеського князя Мирослава цистерціанці заснували перший в Богемії монастир в селищі Сідлець, що за 60 км на схід від Праги (до кінця XII ст. в Чехії діяло шість монастирів ордену). Близько 1230 р. ченці відкрили великі поклади срібла в Їглаві (прикордоння Богемії й Моравії) й почали розробку цих родовищ. Місто Їглава славилося «срібною церквою гірників» — собором св. Якова. 1249 р. права і свободи гірників були офіційно закріплені особливим доповненням до міського статуту Їглави, положення якого становили основу майбутнього Гірничого кодексу.
Близько 1260 р. на просторих землях Сідлецького монастиря цистерціанці виявили одне з найбагатших родовищ срібла, яке стало головним скарбом чеських королів. Згідно з переказами, відкриття здійснив монах-рудознавець Антон, який раніше прославився успішними пошуками рудних покладів Їглави. Поголос про «незліченні багатства» сідлецьких надр привернув сюди тисячі ченців і гірників-артільників із Саксонії, Гарца та Моравії (поруч з професійними гірниками рухались у пошуках кращої долі маси посполитих). Новоприбулі компактно осідали групами вздовж доріг поблизу родовища, утворюючи гірничі поселення. 1290 р. відбулося достопам'ятне «скупчення народу в Кутні», яке стало середньовічним прообразом «срібних лихоманок» нового часу. За описами самовидців, місцеві рудні мали дивний вигляд: серед хаотичного нагромадження дерев'яних хижок, шинків, лазень, продуктових комор розташовувались виробничі ділянки, плавильні печі, устя гірничих виробок. Одне з найбільших поселень мало назву Кутна Антиква (в перекладі з латини — «стара чернеча ряса»), що дало назву місту Кутна Гора (німецька назва — Куттенберг), яке наприкінці XIII ст. об'єднало усі поселення гірників поблизу сідлецького родовища.
Кутногорський рудний район мав площу близько 30 км2, на якій залягали 12 поліметалічних жил, що містили срібло, мідь, цинк і олово. В період найбільшого розвою (XIV—XV ст.) в руднях і на витопленні металу щоденно працювали 2,5 — 3 тис. осіб. За рік рудники давали 3 — 5 т срібла й 50 — 100 т міді. Протягом усієї експлуатації родовища (XIII—XVII ст.) було видобуто 2 тис. т срібла та близько 20 тис. т міді.
У XIII ст. глибина шахт становила від 20 до 150 м, а в другій половині XIV ст. деякі стовбури були завдовжки 400 м. У Кутній Горі на початку XV ст. вперше в історії гірництва гірничі роботи досягли глибини 500 м і більше (славнозвісний стовбур «Віслюк»). Розробки рудних жил проводили на кількох горизонтах, споруджуючи видобувні виробки в напрямку залягання рудного тіла. Розміри й форма виробок відрізнялись значною розмаїтістю: від вузьких штолень висотою в зріст людини до просторих камер з площею перерізу в декілька десятків квадратних метрів. За знаряддя праці гірникам правили долота й молотки, кирки, лопати, молоти. Освітлювали виробки олійними лампами, які іноді закріплювали на голові гірника. Руду підіймали за допомогою ручних коловоротів, а з XV ст. з цією метою застосовували кінний рушій, який дозволяв доставляти вантажі вагою до 1 т з глибини 200 м. Над устям ствола і механізмом кінного рушія споруджували гострокінцеві, подібні до східних наметів укриття, велика кількість яких надавала місцевості особливого архітектурного колориту.

## Гірничі осередки пізнього Середньовіччя
Розвиток морського флоту й пожвавлення міжнародної торгівлі, центром якої в XIII—XIV ст. стає Венеція, зумовлюють зростання потреб у благородних металах для карбування монет, видобуток яких зосереджується в Центральній Європі. На початку XIV ст. в Кутній Горі був заснований центральний монетний двір Чехії, що зробило місто гірників другим за значенням містом королівства. Завдяки масовому карбуванню тут так званого «празького гроша», що мав твердий вміст срібла, була усунена роз'єднаність грошової системи багатьох країн, значно активізувалась європейська торгівля, а Прага стала одним із важливіших культурних і політичних центрів середньовічної Європи.
1516 р. у Чехії, у долині святого Йоахіма (Єфима) було відкрите багате родовище срібла, де зійшлися гірники Чехії, Німеччини й Словаччини й утворили місто Санкт-Йоахімшталь (тепер м. Яхимів поблизу Карлових Вар). 1519 р. тут був відкритий монетний двір, де розпочався випуск важкої срібної монети високої проби — «йоахімшталера». На аверсі монети був зображений небесний покровитель рудника Св. Йоахім, на реверсі — лев, герб Чехії. «Йоахімшталери» стрімко розходилися всією Європою (тільки в XVI ст. було викарбувано 10,4 млн цих монет) і набули статусу еталонної монети, яку почали карбувати також в інших країнах (на заході ці монети називалися за кінцевою частиною слова — «талери», а на сході, за передньою — «єфимки»). У Санкт-Йоахімшталі розпочав дослідну діяльність в царині мінералогії й гірництва основоположник гірничої науки, автор фундаментальної енциклопедичної праці «De Re Metallica» Ґеорґіус Аґрікола.
Видобуток золота в Чехії (див. рис. 4.22 і зведену таблицю) зосереджувався в районі Пршибрам (J), Їлова (K), Єсеніка (O) тощо. Здебільшого розробляли поліметалічні руди, де золото було лише одним із корисних компонентів. Найбагатші родовища були зосереджені на прикордонні Моравії та Сілезії в районі Єсеніка в Златих Горах (Північно-Східна Чехія). Численні відомості про гірничу колонізацію Східних Судетів походять з XIII ст., під кінець якого виникла справжня «золота лихоманка», причому потоки старателів стікалися зусібіч — як із Чехії, так і з Польщі, а родовища ставали предметом гострих феодальних чвар. Основною базою гірників стає поселення Злати Гори (за назвою навколишніх гір), якому опавський князь Миколай 1306 р. надає міських прав, а в 1339 р. передає місто разом з копальнями королю Яну. Потужний гірничий осередок Златих Гір сформувався в місті Єсеніку, заснованому 1267 р. вроцлавськими біскупами. Він виник по сусідству з рудниками для подальшого розвою місцевого гірництва (з XVI ст. Єсенік стає основним центром видобутку золота). Домінуючим способом видобутку була підземна розробка руд з розкриттям покладів системою штолень і стовбурів. Відомі випадки, коли під час проведення виробок знаходили значні золоті самородки вагою до 1,8 кг (штольня «Трьох королів» тощо). Розсипне золото вилучали на місцевих річках і струмках промиванням породного матеріалу в лотках. Про величезні масштаби видобутку руд у середньовічній Чехії свідчать численні гірничі церкви, вироби мистецтва, літературні джерела, ілюстрації книг (навіть описи гуситських війн пов'язані з гірничими об'єктами).
Один із найпотужніших гірничих центрів Златих Гір сформувався у Нижній Сілезії на родовищах Злотого Стоку (німецька назва — Райхенштайн, тобто — «багатий камінь»). У 1249 р. цистерціанці оселилися в Камінець-Зомбковицькому монастирі поблизу майбутнього Злотого Стоку й розпочали пошуки місцевих руд. Уже 1273 р. вони отримали від Вроцлавського і Краківського князя Генріха Пробуса гірничий привілей на розвідку й розробку корисних копалин. З XIV ст. починаються періоди стрімких злетів і падінь місцевого золотовидобутку, що пов'язано з різним вмістом золота в рудних тілах (найбільш багаті включали близько 14 г/т). Хоча щорічний середній видобуток золота за XIV—XVI ст. становив близько 140 кг (приблизно 10 % від загального європейського), були окремі періоди, коли отримували в декілька разів більше, що прославило ці рудники по всій Європі. Агрікола писав у середині XVI ст.: «Золото знаходять у кількох місцевостях… Проте більше за інших зазнає розквіту золотий рудник у Райхенштайні». У місті карбувалися золоті монети номіналом 10 дукатів, які мали широкий міжнародний обіг. 1483 р. Злотому Стоку надано статус гірничого міста, а рудокопам пожалувані кутногорські гірничі права.
Перші видобувні роботи проводили тут на північних грядах Златих Гір, на горах Ханяк, Хрестова і Солтисей. Вмісні породи представлені порушеними гнейсами, доломітовими вапняками, сланцями з вкрапленнями мармуру. Розроблялися поліметалічні руди, багаті на золото й арсен (арсенопірити та ін.), що супроводжувалися оксидами заліза, свинцю, цинку й міді. Поклади руд були представлені жилами й лінзами гідротермального походження, що залягали під кутом 550—800. Довжина деяких рудних тіл сягала 150—180 м, а товщина — 25 м. Гірничий масив мав численні диз'юнктивні порушення.
Спочатку «білі ченці» вели розробку експлуатаційними шурфами, які закладали на виходах рудних тіл. Пізніше, коли неглибокі виходи руд було вичерпано, розпочалось спорудження розгалуженої системи підземних виробок. Розкриття здійснювали типовою для гористої місцевості комбінацією стовбурів і штолень, що забезпечувало природну вентиляцію й гравітаційний водовідлив. Від штолень відходили експлуатаційні штреки, які іноді переходили в камери.
Для руйнування гірських порід масово застосовували вогневий метод. Оскільки руди містили до 30 % арсену, вогневі роботи спричиняли виділення отруйного газу, який суттєво шкодив здоров'ю гірників і навіть призводив до їхньої загибелі. Прикметно, що в процесі витоплення золота виділення арсену було ще більшими. Під час плавлення руд, яке тривало декілька днів, населення змушене було залишати свої оселі й перечікувати металургійний цикл у навколишніх лісах.
За роки експлуатації родовища було видобуто 16 т золота й близько 125 т арсену. Загальна протяжність гірничих виробок, що розмістилися на 21 горизонті, становить близько 200 км (без урахування стовбурів і шурфів). На руднику збереглася значна кількість оригінальних гірничих виробок, що дозволило утворити тут шахту-музей золота. Найдавнішою виробкою підземної траси є штольня «Княжа», спорудження якої було розпочато 1501 р. У перерізі вона має характерний для середньовічних виробок вигляд вузької витягнутої трапеції. На її контурі вирізняються сліди роботи кайла та гірничих молотків («борозни» в породі), а також плями від кіптяви світильників. «Чорна штольня» є прикладом протяжної виробки що експлуатувалась і розбудовувалась з XVI—XIX ст. Це дозволяє відстежити «типові рішення» різного часу, від вузьких ділянок XVI ст., що споруджувались за допомогою долот і молотків, до циркульних склепінь XIX ст., пройдених буропідривним способом. До експозиції шахти-музею увійшли також давні штольні «Емануель» і «Гертруда», видобувні виробки, а також оригінальні знаряддя праці золотарів і золоті дукати, що карбувалися у Злотому Стоці.
Значний розвиток гірництва благородних металів був пов'язаний із Словаччиною, яка з XI ст. входила до складу Угорського королівства. У XII ст. почав формуватися потужний гірничий центр у Банській Штявниці (Шемниць), що вперше згадується як поселення рудокопів у хроніках 1156 р. Суттєвому прогресу місцевих рудників сприяло переселення на ці землі у середині XIII ст. гірників із Саксонії й Тіролю. Їх запросив на спустошені монгольською навалою гірничі терени угорський король Бела IV.
Поліметалічне родовище Банської Штявниці представлене в основному гідротермальними кварцовими жилами довжиною до 7 км і товщиною рудних пачок до 10—15 м. Кут залягання жил — 600—700. Розкриття покладів здійснювали за допомогою стовбурів і штолень, від яких відходили численні штреки. Підготовчі виробки зазвичай були у формі високої трапеції, висота якої — 2,3—2,5 м, ширина в підошві 0,9—1,2 м, у покрівлі — 0,7—0,8 м.
Уявлення про гірничо-металургійні роботи на рудниках дає відома гравюра Е. Броуна, у центральній частині якої бачимо пристрій ручного підйому та промивний жолоб, праворуч — рудорозбірний стіл, ліворуч — повітряні міхи для помпування повітря у вибій виробки дерев'яним трубопроводом. Поблизу гірничих виробок розташована плавильня, вище за течією струмка — водне колесо підйомної установки. Підземні роботи поєднуються з відкритою розробкою. Про масштабність гірничих робіт Банської Штявниці свідчать численні давні зображення, що зберегли вигляд «землі гірників» у часи її найбільшого розвою XVII—XVIII ст. Річний видобуток срібла в середині XVIII ст. становив близько 24 т, золота — 600 кг.
Рудники Банської Штявниці відомі численними технічними досягненнями. Привертають увагу надзвичайно протяжні гірничі виробки, спорудження яких демонструвало зразки високої гірничої майстерності. Так 1400 р. було завершене спорудження дренажної штольні довжиною понад 6 км, яка пройшла безпосередньо під містом. 1765 р. завершено будівництво водовідливної штольні імператора Франца, довжина якої становила 30 км. Ерцгерцог Леопольд, який відвідав штольню напередодні завершення гірничих робіт занотував у своєму щоденнику: «Як розкіш і краса цієї споруди, так і її неоціненна користь прославлять період правління Франца I і Марії Терезії та стануть уособленням вічної шани гірничому управителю Матею Зіпсеру, що очолював будівництво». У XIX ст. були споруджені ще дві штольні довжиною 20 км. Нині частини цих раритетних виробок стали підземною туристичною трасою гірничого музею.
Значним кроком технічного поступу було запровадження на рудниках Банської Штявниці підривних робіт для руйнування гірських порід і проведення виробок. Перша письмова згадка про підривні роботи в рудниках збереглася в «Книзі гірничого суду» міста Банська Штявниця, де зокрема стверджується, що «тірольський гірник Каспар Вайндаль 8 лютого 1627 р. провадив у штольні вибух, використовуючи чорний порох». Ця дата офіційно вважається початком застосування в гірництві підривної технології, хоча є непрямі свідчення використання пороху під час спорудження виробок у першій чверті XVII ст. також у Тіролі та Сілезії (рудник Злотий Сток). У Банській Штявниці були вперше впроваджені «вогнедіючі» й водостовпові машини. Щоб «залучити талановитих людей нації до вивчення гірництва» австрійська імператриця Марія Терезія заснувала тут у 1762 р. Вищу гірничу школу, яка 1770 р. дістала статус Академії.
Славетним осередком видобутку руд срібла та міді була Банська Бистриця (Нейзоль), також розташована у Центральній Словаччині. Особливістю родовища була наявність у мідній руді високого вмісту срібла. До XV ст. Бистрицькі рудники незначно виділялися серед інших гірничих осередків. 1475 р. король Угорщини Матіаш Корвін передав права на розробку декількох угорських рудних родовищ шляхтичу Йоганну Турзо. Це був найбільш відомий гірничий інженер свого часу, винахідник машин для водовідливу та кінних рушіїв для них і шахтного підйому (деякі його машини зображені в знаменитій книзі «De Re Metallica» Ґеоргіуса Агріколи). Великою заслугою Турзо був винахід (за іншими даними — лише вдосконалення) технології вилучення попутного срібла з мідних руд, що ґрунтувалась на додаванні свинцю в шихту мідного витопу з подальшим виділенням срібла зі свинцево-срібного розплаву. Утворення спільної гірничої компанії між Турзо і фінансово-промисловим домом Фуггерів дозволило зосередити на рудниках Банської Бистриці значні ресурси, що привело до стрімкого розвою місцевого гірництва.
Оскільки вивозити срібло з Угорщини було заборонено, а експорт мідної руди не підлягав жодним обмеженням, Якоб Фуггер і Йоганн Турзо заснували три потужні мідеплавильні підприємства в Польщі, Австрії та Німеччині, які переробляли руди з Банської Бистриці і альпійських рудників Фуггерів з метою отримання срібла та міді. Ці металургійні підприємства розташовувались у селищі Могила (під Краковом), у Філласі (Каринтія) та Хоенкірхені (Тюрингія). «Каравани» з багатою на срібло мідною рудою відправлялися з Банської Бистриці тричі на рік. Зазвичай використовували до 220 возів, кожен із яких тягли четверо коней, які перевозили близько 1100 т збагаченої руди на відстань до 1600 км (в разі постачання в Хоенкірхен). Розвиток міжнародних відносин у гірництві та металургії значним чином сприяв утворенню потужних промислових об'єднань, капіталізації економіки Європи.
Якщо великі осередки видобутку срібла у Банській Штявниці й Банській Бистриці розташовувались на лівобережжі Грона, то великий центр видобутку золота у Кремниці лежав на правому березі ріки. Ріка Грон начебто розділяла золоту й срібну частини Словаччини. 1328 р. селище гірників Кремниця отримало привілей королівського міста, у якому був створений монетний двір. Рудокопам подарували гірниче право (на кшталт кутногорського), а сама Кремниця увійшла в унію семи головних гірничих міст королівства.
Розробку покладів вели штольнями, які проводили рудною жилою. Для забезпечення вентиляції та підйому штольні сполучали з вертикальними стовбурами. Використовували відкатку руди шахтними вагонетками. Для подавання в Кремницький потік додаткової води було споруджено канал довжиною 21 км, який забезпечував роботу водних коліс, що приводили в дію всі рудникові механізми. Протяжність найбільших штолень перевищувала 15 км. Річний видобуток золота у Кремниці в середині XIV ст. сягав близько 1 т, що становило приблизно половину всього світового видобутку того часу, або 5/6 європейського видобутку золота. Крім того, тут щорічно витоплювали близько 3 т срібла. З часом потужність кремницького родовища зменшувалась. Так, у другій половині XV ст. щорічний видобуток золота коливався в межах 300—320 кг, а в першій половині XVI ст. — знизився в середньому до 170 кг. У цей час першість в Угорському королівстві перебирають на себе золоті рудники Трансільванії — Руда (м. Брад), Германштадт (м. Сибіу) та Надьбанья (м. Байя-Маре) на території сучасної Румунії.
Серед інших важливих центрів видобутку коштовних металів (переважно срібла) слід відзначити родовища на півночі Європи, зокрема Кардіганшир (Уельс), Сільвберг, Сала (Швеція), Конгсберг (Норвегія). Прикметно, що початок їх розвою припадає на період пізнього середньовіччя, причому значний внесок у їхній розвиток зробили гірники Саксонії. Стисло зупинимося на найбільш потужних рудниках.
Родовище Сала в Швеції розробляється з 1282 р., але вихід на «велике срібло» було здійснено лише в XV — XVI ст. Поселення дістало привілеї гірничого міста 1612 р., причому король Густав II передав родовище у розробку приватним гірничим товариствам. Геологічна будова району — це великий «скол», тобто головна тріщина в масиві доломітизованого вапняку довжиною 10 км і шириною більше 3 км. Рудне тіло представлене крутоспадним поясом товщиною 3,5 м, від якого відходять системи більш вузьких прошарків. Головною рудою був сріблистий галеніт. Розробку вели відкритим способом, утворивши величезний кар'єр, з якого з часом почали споруджувати вглиб підземні виробки.
1623 р. на півдні Норвегії було відкрито одне з найбагатших європейських родовищ срібла Конгсберг («королівська гора»). Перший і найбільш багатий рудник мав назву «Королівський», а вже у XVIII ст. тут працювало більше 100 копалень. Період між 1704 і 1723 рр. був найбільш вдалим, коли річний прибуток перевищував 100 тис. талерів. Примітно, що в Конгсбергу розташовувався монетний двір, де і карбували ці талери. На монеті були зображені гірничі молотки під монограмою короля Данії та Норвегії Фрідріха IV. Руди представлені здебільшого самородним сріблом у вигляді суцільних дротинок, гілочок, ворси. Були й великі кристалічні самородки, вага яких сягала десятків кілограмів (найбільший — 252 кг — зберігається в Копенгагенській кунсткамері). Товщина жил — у межах від кількох сантиметрів до 1,2 — 1,5 м.
На початку XIX ст. рудники були збитковими, поклади вважались значною мірою вичерпаними. Друге життя Конгсбергу дав його перший «Королівський рудник», де 1827 р. було відкрито продовження південної жили з незвичайно великим вмістом срібла (глибина покладу — 405 м). Російський гірничий інженер Ковригін, який відвідав родовище 1838 р., писав у «Гірничому журналі»: «Жоден зі срібних рудників Європи не може зрівнятися багатством своїм з рудниками Конгсберга. За меншого розвитку й нижчого ступеня виробництва вони дають більше срібла, ніж найбільш успішні рудники Гарца, Саксонії та Угорщини. Цей коштовний метал не міститься в самородному вигляді ніде такою кількістю, як у диких горах Скандинавії». Родовище в Конгсбергу експлуатували до середини XX ст. Загалом тут було видобуто 1270 т срібла. Максимальна глибина розробки сягала 1076 м.
Південно-Східна Європа, зокрема родовища Балкан тривалий час контролювалися Візантією, яка доволі швидко (протягом 2—3 сторіч) відновила давні римські розробки, причому основні зусилля були спрямовані на пошуки й розробку родовищ золота. Охорона протяжних кордонів імперії потребувала утримання величезної військової залоги, за наймання якої імперія розплачувалась коштовними металами. Не маючи можливості вести одночасні війни на різних напрямках, Візантія платила данину потенційним агресорам (Франкам, Лонгобардам, Київській Русі), для чого теж були потрібні золото та срібло. Здебільшого цими металами оздоблювали новозбудовані храми (так, на прикрашення величної Айя-Софії імператор Юстиніан дав 135 т золота). Починаючи з IV ст. у Візантії розпочався обіг золотого соліда, який без зміни ваги (4,55 г) й проби золота (98 %) карбувався протягом 700 років. Це єдина незмінна монета у світі, яка мала такий довгий вік існування (цікаво, що від назви цієї монети походить слово «солідний»). Значну частину візантійського золота давали рудники Нубії (до захоплення їх арабами), а також родовища Балкан та Малої Азії, які після того, як ними заволоділи турки, почали занепадати.
Серед видатних центрів середньовічного гірництва Балкан слід назвати також Ідрію (Західна Словенія), де 1497 р. було відкрите потужне родовище кіноварі. Ртуть забезпечувала добування золота й срібла з руд шляхом амальгамації. Варто уваги те, що на безліч європейських осередків видобутку благородних металів раніше припадало лише одне родовище ртуті в іспанському Альмадені. Кіновар Ідрії, значно зменшивши нестачу, знизила непомірно високу ціну ртуті.
Родовище відрізняється значною структурно-морфологічною складністю: система багатоярусних зсувних покладів неправильної форми поєднується з крутоспадними жильними тілами, мінералізованими зонами подрібнення та штокверками. Найбільш багаті руди простежуються в зоні контакту вапняків і насунутих на них сланців. Руда представлена вкрапленнями кіноварі в глинистий сланець, причому накопичення корисного компоненту залежить від напрямку тріщин зсуву породного масиву. Окрім кіноварі присутня самородна ртуть (від 5 до 20 %).
Відкриттю родовища допоміг випадок. Один із місцевих селян, витягши відро води зі свого колодязя, побачив у ньому незвичайні важкі кулі «рідкого металу». Знахідку показали рудознавцям, які визнали, що це була така жадана для них ртуть. Поблизу села розпочалися пошукові роботи й з'явилися перші промислові знахідки кіноварі. Незвично багаті поклади були виявлені 22 червня 1508 р. Цей щасливий день став святом гірників і їхнього небесного покровителя Св. Ахація. З початку XVI ст. в Ідрії функціонувала значна кількість малих рудників, причому гірничі роботи проводились не завжди професійно і, як наслідок, призводили до трагічних випадків. Найбільш резонансною трагедією, що сталася 1532 р. і забрала життя десятків гірників, було обвалення покрівлі у величезній камері рудника через збільшення допустимих розмірів виробки та відсутність закладки виробленого простору. Сторіччями гірники Ідрії вшановують пам'ять своїх загиблих побратимів на цьому «місці смерті».
Збільшення глибини розробки і складні умови, зумовлені недостатньою стійкістю вмісних порід, призвели до скорочення видобутку і ліквідації невеликих копалень. З 1580 р. держава викупила всі рудники й зосередила видобуток у своїх руках. Хаотичні способи розробки змінилися пошуком найбільш досконалих форм видобутку та здешевлення процесів вилучення ртуті з руди. Для запобігання обвалам почали широко застосовувати закладання вироблених порожнин пустою породою. Розробку вели за допомогою ортів поверховим методом (висота поверху 10—15 м), виймаючи руду смугами висотою 2—2,5 м. Застосовувалась також камерно-стовпова система із залишенням ціликів. Максимальна глибина розробки перевищила 400 м. Родовище експлуатувалося майже 500 років (законсервовано 1978 р.) і дало за цей час майже 200 тис. т ртуті.
Таким чином, потреба благородних металів, як найбільш коштовних і жаданих корисних копалин, визначала переважний напрямок розвитку гірництва середніх віків, формувала сталі об'єднання гірників, започатковані діяльністю чернечого ордену цистерціанців і захищені особливими привілеями (гірничими кодексами королів та імператорів). Це значною мірою формувало у надрах феодальної системи розвиток нових виробничих і суспільних відносин.